# Скейлап
Скейлапы (scaleup, scaleups) — компании, ориентирующиеся на расширение доступа к рынкам; рост доходов, добавленной стоимости продукции или количества сотрудников, и реализующие стратегии «win-win» в процессе взаимодействия с лидерами рынка и прорывными компаниями
Согласно другому подходу, основанному на оценке результатов компаний, к скейлапам относят компании, которые занимают определённую нишу и показывают значительный рост рынка.

## Эволюция компаний-скейлапов
После того как компания решит первоначальные задачи по исследованию рынка, разработке и верификации масштабируемой бизнес-модели и преодолеет «пропасть роста», она из стартапа превращается в скейлап. Для оценки результатов стартапа в данном случае следует рассматривать уровень доходов, количество активных пользователей, количество активных клиентов или эффективного охвата относительно объёма привлеченных средств.
Отличие стартапа от скейлапа в том, что основная задача стартапа найти и верифицировать масштабируемую бизнес-модель. Тогда как скейлап должен ориентироваться на расширение бизнеса уже в рамках существующей бизнес-модели при строгом контроле операционных издержек.
Ключевыми шагами для компании при переходе от стартапа к скейлапу являются правильное определение продукта, выбор конкретного рыночного сегмента, определение лучшей рыночной стратегии. В экосистеме вокруг скейлапов сформировалось несколько основных международных игроков: Startup Europe Partnership, Endeavor, Blackstone Entrepreneur Network, Scaleup Milwaukee, и ScaleIT.
Startup Europe Partnership (SEP) — это общеевропейская стартап-экосистема, созданная Европейской Комиссией в январе 2014 года в рамках инициативы Startup Europe во время Всемирного экономического форума. Фонд Mind The Bridge (MTB) возглавляет SEP. Её учредителями являются BBVA, Telefonica, Orange, Cambridge, IE Business School, Европейский инвестиционный банк и Европейский инвестиционный фонд. SEP изучает принципы акселерации скейлапов.
Endeavor к категории скейлапов относит компании с ростом свыше 20 % за последние три года. Организация опубликовала исследование, в котором говорится о том, что большая часть рабочих мест в Юго-Восточной Азии создана именно скейлапами.
ScaleIT — платформа, объединяющая международные венчурные фонды и скейлапы из Италии и Юго-Восточной Европы. Каждый год команда аналитиков, консультантов и инвесторов анализирует более 600 компаний, чтобы определить 15 наиболее успешных скейлапов. Лоренцо Франчини, основатель ScaleIT, ангел-инвестор и предприниматель, определил несколько ключевых показателей для определения скейлапа: оборот в 1 млн евро за последние 12 месяцев или 1 млн пользователей в месяц (для онлайн B2C); не менее 20 % оборота от иностранных клиентов; по меньшей мере 10 % роста в месяц и 100 % в годовом исчислении.
В экосистему скейлапов, сформировавшуюся за рубежом, также входят организации и программы, предлагающие сервис поиска партнеров/клиентов среди существующих компаний, корпораций, скейлапов: RocketX: RocketSpace’s Corporate Innovation Program, Startup Europe Partnership Matching Events, Runway — Focus on growth; Intros to Fortune 500 companies, Bootstrap Labs, ScaleIT.